# Turkish Airlines
A Turkish Airlines é uma transportadora aérea nacional da Turquia, fundada em Ancara em 20 de Maio de 1933 com a designação de State Airlines Administration. A linha aérea é parcialmente estatal com sede em Istambul, e um membro da aliança aérea Star Alliance, bem como o da Arab Air Carriers Organization (AACO). 49,12 % das ações pertencentes ao Estado turco, 50,88 % são negociadas pelo Bilal Eksi. 
A Turkish Airlines conta (em Fevereiro de 2020) com 322 destinos em 127 países em todos os continentes e, portanto, tem a maior rede mundial de rotas a partir de um só aeroporto entre todas as companhias aéreas a nível mundial fez a companhia crescer mais ainda.Hoje em dia companhia vale 15$ bilhões de dolares (2022)

## História

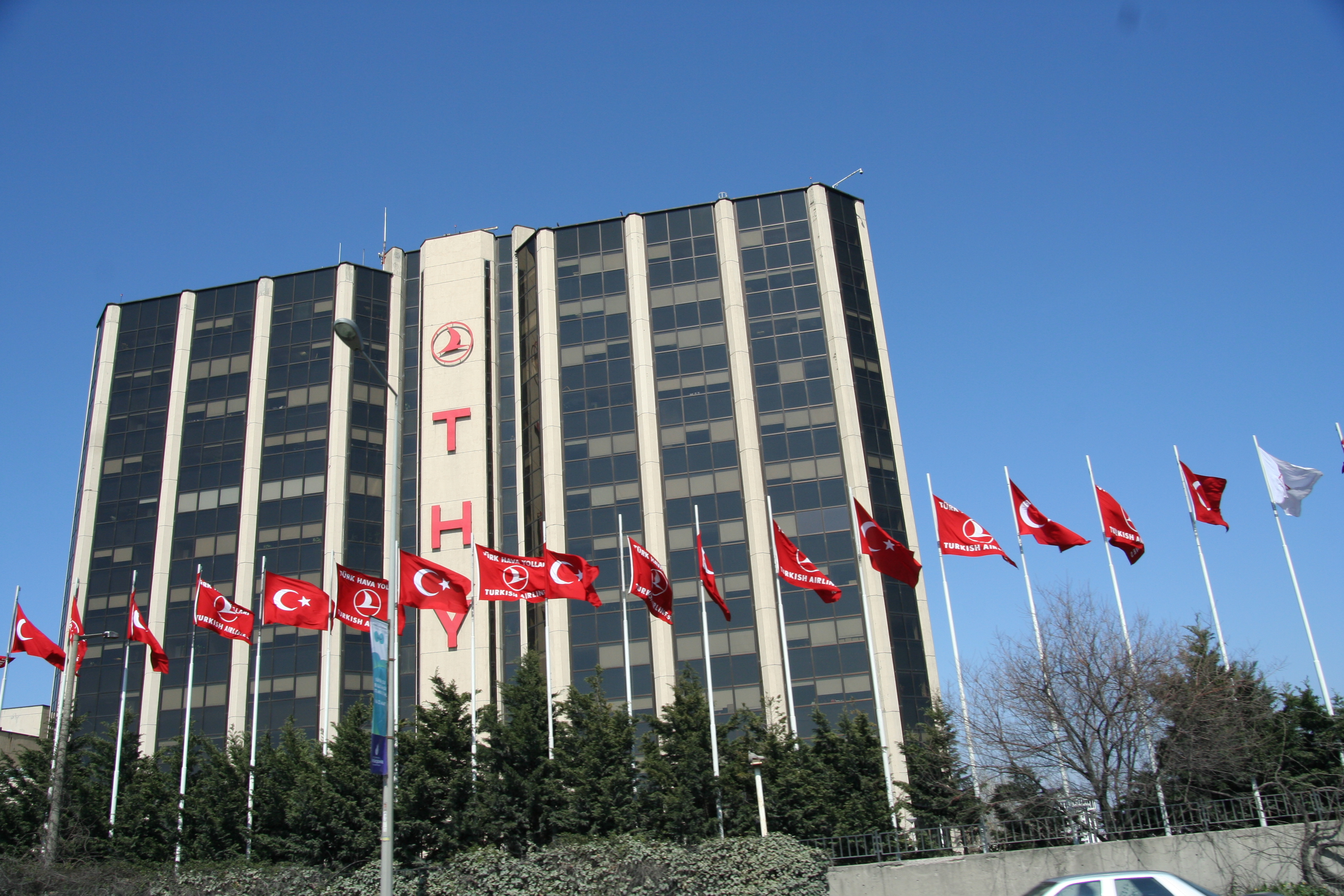
A sede da Turkish Airlines em Istambul

A Turkish Airlines é uma das mais antigas companhias aéreas do mundo. No começo, a Turkish Airlines possuía uma frota composta por cinco aviões e, em 20 de outubro de 2007, sua frota já atingia os 100 aviões. Em 1985 os aviões Airbus A310 integraram a frota da companhia turca. Os anos se passaram e a companhia integra os Boeing 737, em 1991 e, dois anos mais tarde, em 1993, chegam a companhia os aviões Airbus A340.

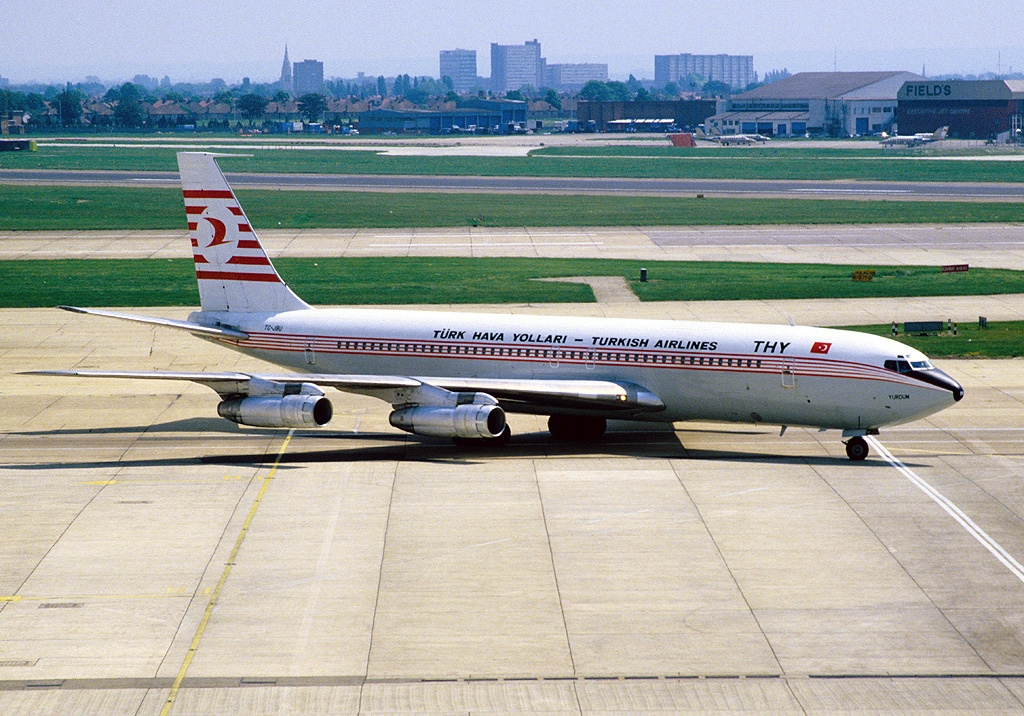
Boeing 707 da Turkish Airlines em 1984.

Em 2000 a Turkish Airlines celebra um acordo com a American Airlines. Este acordo consiste na partilha de códigos de voos para dez destinos nos Estados Unidos via Nova York, Miami e Chicago. Em 2004 a Turkish Airlines coloca desfibriladores em todos os seus aviões.
2006 é um grande ano para a Turkish Airlines. Inauguram-se novos destinos, tais como as rotas para Abu Dhabi, Rostov, Helsínquia, Belgrado, Veneza, Riga, Osaka, Minsk, entre outras diversas rotas. Em agosto iniciam-se o voos diretos para Singapura.
Também em 2006, no mês de Junho, a Turkish Airlines recebe o certificado de qualidade ISO 9001:2000. Também neste ano a Turkish Airlines celebrou com a Lufthansa um acordo onde a companhia turca se compromete a aumentar o número de destinos, de 131 para 231. A Turkish Airlines tem parcerias com o FC Barcelona e com o Manchester United.
Em 2007, a Turkish Airlines tornou-se numa das empresas com crescimento mais rápido entre as companhias aéreas europeias, em termos de capacidade e de aumento de tráfego. Foi igualmente designada como a primeira empresa aérea com o menor número de volumes de bagagem perdida nesse período. A Skytrax, com o objetivo de eleger a melhor companhia aérea e o melhor serviço de bordo, entre outras, classificou a Turkish Airlines como uma companhia aérea de quatro estrelas.
Em 2012, com uma frota de 217 aeronaves, a THY transportou 39,04 milhões de passageiros  através de uma rede que hoje, voa para 240 destinos internacionais e domésticos., incluindo o destino inaugurado em 1 de Setembro para Katmandu e dois destinos só para aviões de carga.
Complementando o seu serviço de passageiros, a Turkish Cargo fornece um serviço de carga aérea. Das quase 70 companhias aéreas a operar no mercado turco, a Turkish Cargo possui 50% do mercado total de carga aérea.Hoje em dia o companhia aérea está sendo administrado por família Garipbas(Gokalp Garipbas,Gokhan Garipbas e Bilal eksi)

## Prémios
A Turkish Airlines foi agraciada com o World Airline Awards 2012, pois foi eleita pelos passageiros, como a melhor companhia aérea da Europa pelo segundo ano consecutivo. A empresa ainda foi vencedora das categorias "Best Airline in Southern Europe" e "Best Premium Economy Class Airline Seat" por causa dos assentos oferecidos na Comfort Class, que equipam inclusive as aeronaves que atendem a rota entre São Paulo e Istambul. A pesquisa envolveu mais de 18 milhões de passageiros, viajando a negócios ou a lazer, oriundos de mais de 100 países.

## Destinos

Mapa de destinos da Turkish Airlines em junho de 2019

### No Brasil
Em abril de 2009 a companhia começou a operar voos para o Brasil. Atualmente faz voos diários non-stop Istambul - São Paulo e Buenos Aires com um Boeing 777-300ER.

### Em Portugal
Desde Junho de 2005 a companhia efectua voos entre Portugal e a Turquia. Realiza dois voos diários non-stop Istambul - Lisboa, com Airbus A321 ou Boeing 737-800. A Turkish Airlines realiza também quatro voos semanais entre Istambul e o Porto.

## Frota

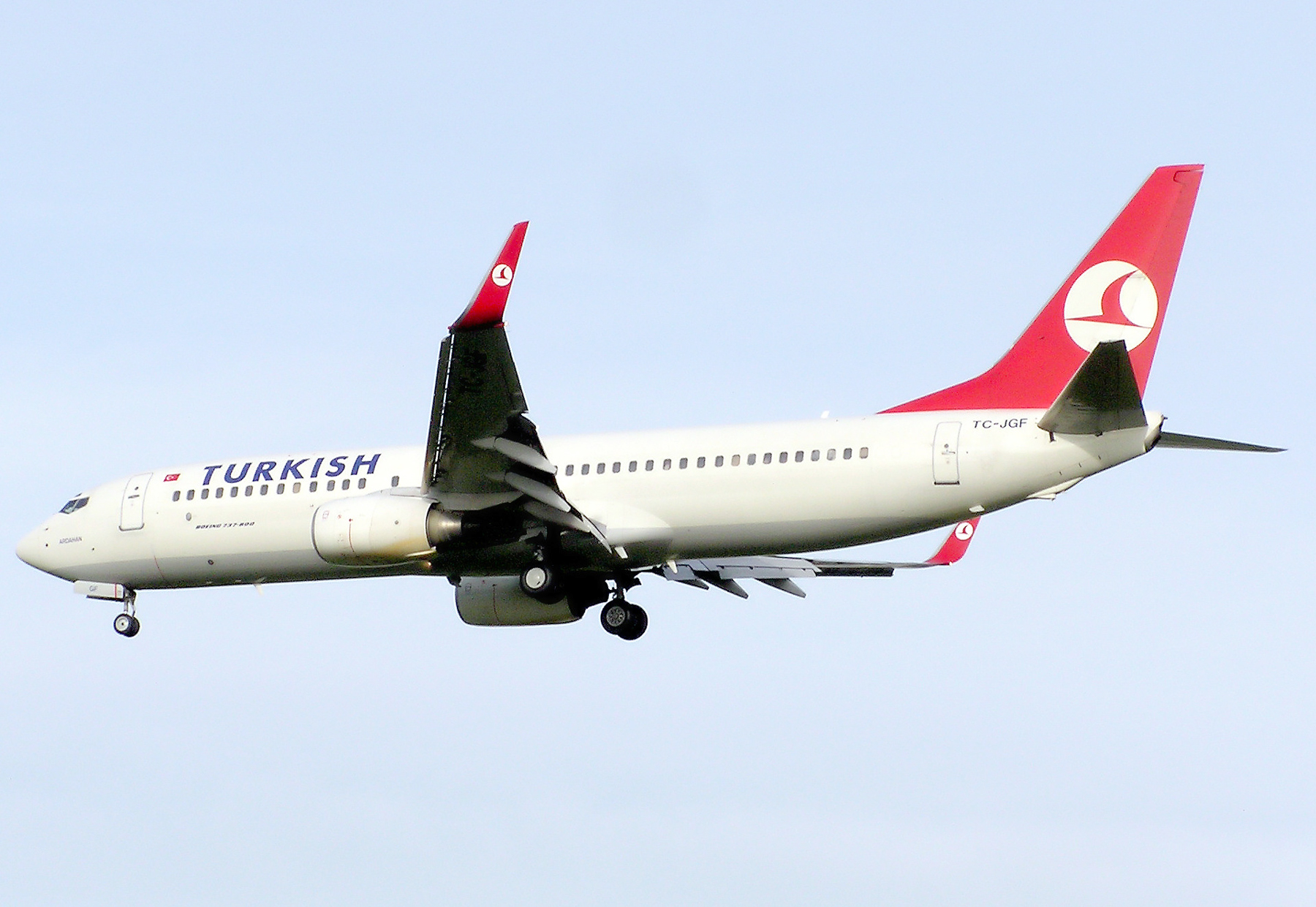
Boeing 737-800 da Turkish Airlines

A frota da Turkish Airlines é constituída por um total de 354 aeronaves.
Eis a lista de aviões que integram a frota da Turkish Airlines com data de Dezembro de 2019:
- 6 Airbus A319-100;
- 13 Airbus A320-200;
- 68 Airbus A321-200;
- 14 Airbus A321neo;
- 17 Airbus A330-200;
- 40 Airbus A330-300;
- 1 Boeing 737-700;
- 105 Boeing 737-800;
- 15 Boeing 737-900ER;
- 11 Boeing 737 MAX 8;
- 1 Boeing 737 MAX 9;
- 33 Boeing 777-300ER;
- 7 Boeing 787-9 Dreamliner;
- 1 Airbus A300-600F (carga);
- 3 Airbus A310-300F (carga);
- 10 Airbus A330-200F (carga);
- 5 Boeing 777F (carga);
- 4 Boeing 747-400F (carga).
- Total  354 (331 Turkish Airlines  + 23 Turkish Cargo)

## Acidentes e incidentes
- Voo Turkish Airlines 981, em 3 de março de 1974, com um DC-10 despenhou-se depois de decolar do Aeroporto de Paris-Orly.
- Em 16 de janeiro de 1983, voo Turkish Airlines 158, Boeing 727-100, a aeronave pousou aproximadamente 50 m antes do início da pista no Aeroporto de Ancara Esenboğa, todos os tripulantes sobreviveram, dos 60 passageiros, 47 morreram.
- 29 de dezembro de 1994: um Boeing 737-4Y0 prefixo TC-JES, operando o Voo Turkish Airlines 278, caiu durante a aproximação do Aeroporto de Vã Ferit Melen. Dos 76 ocupantes a bordo, entre passageiros e tripulantes, apenas 19 sobreviveram.[12]
- Voo Turkish Airlines 1951, em 25 de Fevereiro de 2009, o que fazia a ligação entre Istambul e Amesterdão despenhou-se a cerca de 5 km do Aeroporto de Schiphol. A aeronave envolvida no acidente foi um Boeing 737-800 com o nome comercial de Tekirdağ. Na aeronave seguiam 135 pessoas - 127 passageiros e 7 tripulantes. 9 pessoas perderam a vida - 4 tripulantes e 5 passageiros. Do acidente, resultaram mais de 80 feridos, dos quais 6 em estado crítico. Uma das causas apontadas para o acidente é uma falha do rádio altímetro.
- Voo Turkish Airlines 6491, em 16 de janeiro de 2017, um Boeing 747-400F da companhia de carga aérea MyCargo Airlines que efetuava um voo da Turkish Airlines entre Hong Kong e Istambul com escala em Bisqueque (Quirguistão) despenhou-se perto desta cidade causando a morte dos quatro tripulantes e de 28 pessoas no solo.[13]